# Katharina Iskandar
Katharina Iskandar (* 1978) ist eine deutsche Journalistin.

## Leben
Iskandar studierte Literatur- und Politikwissenschaft an der Philipps-Universität in Marburg und an der Universität zu Canterbury in Großbritannien mit dem Schwerpunkt Demokratisierungsprozesse und internationale Beziehungen. Nach dem Studium hospitierte sie in der Rhein-Main-Zeitung der Frankfurter Allgemeinen Zeitung und macht dort anschließend ein Volontariat. Iskandar berichtet schwerpunktmäßig über Polizeiarbeit, Kriminalität und Extremismus.
Seit 1. Januar 2022 ist sie verantwortliche Redakteurin in der Sonntagszeitung für das Ressort „Rhein-Main“.

## Auszeichnungen
- mehrfache Gewinnerin des Medienpreises der Heinrich-Mörtl-Stiftung[2]
- 2019: Journalistin des Jahres des Medium Magazin[3] in der Kategorie „Reportage regional“